# McDonald’s на Украине
Украина стала 102-й страной, где работает сеть McDonald’s.

## Деятельность
Вся деятельность ресторанов «МакДональдс» осуществляется от имени компании «МакДональдз Юкрейн Лтд», которая была зарегистрирована 5 декабря 1995 года и является собственностью голландской компании GOLDEN ARCHES EUROPEAN HOLDINGS B.V. (99,975 % в уставном капитале) и ирландской GLOBAL RESTAURANT OPERATIONS OF IRELAND LIMITED (0,025 % уставного капитала).
Первый ресторан «МакДональдс» на Украине открылся 24 мая 1997 года в здании вестибюля ст.м. «Лукьяновская» в Киеве. В том же году открылись рестораны на Почтовой и Севастопольской площади и на улице Теодора Драйзера. Уже на следующий год, 25 октября состоялось открытие на Поселке Котовского в Одессе.
«МакДональдз Юкрейн Лтд» с долей 15 % рынка является лидером в своём сегменте.
К 2003 году компания инвестировала в развитие сети своих ресторанов на Украине около 82 млн долларов США.
В 2006 году ресторан, находящийся в Киеве возле центрального ж/д вокзала, вошёл в пятерку самых посещаемых заведений сети McDonald’s в мире, а в 2010 году он вышел на 3-е место среди 30 тыс. заведений сети, обслужив 2,283 млн клиентов.
К 2010 году дизайн и внутренняя обстановка всех заведений сети была приведена к единому образцу.
В 2011 году компания запустила проект развития сети кофеен McCafe.
По состоянию на 2016 год было открыто 15 кофеен МакКафе.
Все рестораны предоставляют бесплатный доступ к Интернету посредством беспроводного подключения WiFi.
По данным компании «МакДональдз Юкрейн Лтд», в 2017 году рестораны сети обслужили 100 млн посетителей.
По состоянию на 31 мая 2021 года в 25 городах и сёлах Украины работало 100 ресторанов:
- Киев — 43
- Харьков — 12
- Одесса — 8
- Днепр — 8
- Львов — 5
- Запорожье — 2
- Кривой Рог — 2
- Николаев — 1
- Винница — 2
- Полтава — 1
- Чернигов — 1
- Черкассы — 2
- Житомир — 1
- Сумы — 1
- Кременчуг — 1
- Слобожанское (Днепропетровская область) — 1
- Ровно — 1
- Херсон — 1
- Борисполь — 1
- Бровары — 1
- Софиевская Борщаговка — 1
- Сокольники (Львовская область) — 1
- Буча — 1
- Фонтанка (Одесская область) — 1
- Ивано-Франковск — 1

24 февраля 2022 года из-за вторжения России на Украину было объявлено о закрытии всех ресторанов «МакДональдс» на территории Украины для обеспечения безопасности сотрудников.
11 августа 2022 года стало известно о постепенном возобновлении работы на территории Украины. Это будет проходить поэтапно, в течение нескольких месяцев, поначалу открываясь в западных областях и Киеве.

## Индекс Биг-Мака на Украине
Индекс бигмака — неофициальный способ определить паритет покупательной способности.
| Дата    | Цена Бигмака на территории Украины в грн | Цена Бигмака на территории Украины в долларах | Количество Бигмаков на среднемесячную зарплату на Украине |
| ------- | ---------------------------------------- | --------------------------------------------- | --------------------------------------------------------- |
| 05.2004 | 7.25↗                                    | 1.36↗                                         | 69↗                                                       |
| 06.2005 | 7.25▬                                    | 1.43↗                                         | 107↗                                                      |
| 05.2006 | 8.50↗                                    | 1.68↗                                         | 106↘                                                      |
| 01.2007 | 9.00↗                                    | 1.78↗                                         | 112↗                                                      |
| 06.2007 | 9.25↗                                    | 1.84↗                                         | 138↗                                                      |
| 06.2008 | 11.00↗                                   | 2.39↗                                         | 157↗                                                      |
| 07.2009 | 14.00↗                                   | 1.83↘                                         | 120↘                                                      |
| 01.2010 | 14.00▬                                   | 1.83▬                                         | 137↗                                                      |
| 06.2010 | 14.50↗                                   | 1.84↗                                         | 164↗                                                      |
| 06.2011 | 16.50↗                                   | 2.06↗                                         | 164▬                                                      |
| 01.2012 | 17.00↗                                   | 2.11↗                                         | 160↘                                                      |
| 06.2012 | 15.00↘                                   | 1.86↘                                         | 207↗                                                      |
| 01.2013 | 19.00↗                                   | 2.33↗                                         | 158↘                                                      |
| 06.2013 | 19.00▬                                   | 2.33▬                                         | 178↗                                                      |
| 01.2014 | 19.00▬                                   | 2.27↘                                         | 166↘                                                      |
| 06.2014 | 19.00▬                                   | 1.63↘                                         | 190↗                                                      |
| 01.2015 | 19.00▬                                   | 1.20↘                                         | 182↘                                                      |
| 06.2015 | 34.00↗                                   | 1.55↗                                         | 126↘                                                      |
| 01.2016 | 36.00↗                                   | 1.54↘                                         | 121↘                                                      |
| 06.2016 | 39.00↗                                   | 1.57↗                                         | 137↗                                                      |
| 01.2017 | 42.00↗                                   | 1.54↘                                         | 143↗                                                      |
| 06.2017 | 44.00↗                                   | 1.70↗                                         | 167↗                                                      |
| 01.2018 | 47.00↗                                   | 1.64↘                                         | 146↘                                                      |
| 02.2018 | 49.00↗                                   | 1.88↗                                         | 160↗                                                      |
| 06.2019 | 57.00↗                                   | 2.20↗                                         | 190↗                                                      |
| 05.2020 | 59.00↗                                   | 2.18↘                                         | 194↗                                                      |
| 02.2021 | 62.00↗                                   | 2.22↗                                         | 202↗                                                      |
| 06.2021 | 62.00▬                                   | 2.26↗                                         | 217↗                                                      |